# Renada Laura Portet
Renada Laura Calmon-Ouillet (Saint-Paul-de-Fenouillet, Occitania, 1927-Elna, 5 de septiembre de 2021), conocida por Renada-Laura Portet, fue una escritora francesa del Rosellón y una de las voces literarias más importantes de Francia. Cultivó, principalmente en catalán, los géneros de poesía, narrativa breve, novela, drama, ensayo y el escrito científico o de investigación en temas como la lingüística, la toponimia o la onomástica. 

## Trayectoria
Fue licenciada en Letras y Lenguas Románicas en Montpellier.
Como escritora recibió el Premio Creu de Sant Jordi en 2004, y la Flor natural en los Juegos Florales de Perpiñán en 1976 por Poemes. Los conocedores de la obra de Portet sostienen que la recopilación de narraciones breves Castell negre, publicado en 1982, es de una gran calidad. Fue galardonada con el premio "Ramon Juncosa de narraciones cortas 2004", por la recopilación Una dona t'escriu.
Ha publicado narraciones y poemas en revistas locales y artículos de investigación onomástica catalana. Como poeta, narradora o novelista, figura en siete antologías universitarias de Estados Unidos, Italia, Francia, España y Alemania, como Moderne katalanische Erzahlungen / Contes catalans moderns (Bonn: Romanistischer Verlag, 1988). El cineasta-autor Robert Guisset, en el año 1991, realizó una película retrato literario titulada Renada'Song dedicada a la autora.
Con motivo de sus 90 años, el Departamento de Cultura de la Generalidad de Cataluña, el Institut d'Estudis Catalans y la Institució de les Lletres Catalanes rindieron homenaje a su trayectoria literaria y compromiso.
El 15 de octubre de 2017, recibió el galardón "Memorial Coll de Manrella" en el 39 "Trobada Coll de Manrella".

## Obras

### Poesía
- Jocs de convit. Barcelona: Columna, 1990
- Una ombra anomenada oblit. Barcelona: Columna, 1992
- El cant de la sibil·la. Santes Creus (Aiguamúrcia): Fundació Roger de Belfort, 1994
- N'Hom. Vic : Emboscall, 2017 ISBN 978-84-16304-50-9

### Narrativa
- Castell negre. Perpiñán: Chiendent, 1981. Vic : Emboscall, 2017. ISBN 978-84-16304-54-7
- Lettera amorosa. Perpiñán: El Trabucaire, 1990
- Una dona t'escriu. (premi "Ramon Juncosa de narracions curtes"), Canet de Rosselló: ed. Trabucaire, 2005

### Novela
- L'escletxa. Barcelona: El Llamp, 1986
- El metro de Barcelona. Barcelona: El Llamp, 1988
- Memòries..... Barcelona: El Llamp, 1990
- Rigau & Rigaud: un pintor a la cort de la rosa gratacul. Barcelona: Destino, 2002
- El mirall de Duoda, comtessa de Barcelona, duquessa de Septimània. Montpellier: éditions de la Tour Gile (Université de Montpellier), 2003
- Duoda, comtessa de Barcelona. Barcelona: Rafael Dalmau Editor, Col·lecció Bofarull 13, 2008

### Ensayo, investigación
- La sardana. Amics de la Sardana, 1982
- A la recerca d'una memòria: els noms de lloc del Rosselló. (premio Vila de Perpinyà). Perpinyà: CDDAC, 1981
- Toponímia rossellonesa. Perpiñán: Consell General del Po, 1985
- Els coronells de Perpinyà. Barcelona: Abadía de Montserrat, 1988

### Infantil
- La petita història de Perpinyà. (con Meritxell Margarit Torras). Barcelona: Mediterrània, 1995

### Teatro
- Guillem de Cabestany o el convidat imprevist. Perpiñán: CeDACC, 1995

Representat per Companyia Miríade, Perpiñán: Palau del Reis de Mallorca, 1995

### Obra escrita originalmente en otras lenguas
- La viole et l'or: Les amours véritables de Guillem de Cabestany, Perpiñán: Minuprint, 1996.